# Njetotschka Neswanowa
Njetotschka Neswanowa (russisch Неточка Незванова; deutsche Ausgaben auch unter den Titeln Netotschka Neswanowa, Nettchen Neswanowa, Der seltsame Liebesbund) ist ein Feuilletonroman aus dem Frühwerk von Fjodor Michailowitsch Dostojewski, den er in den Jahren von 1848 bis 1849 schrieb und dessen erste Kapitel im Januar und Februar und dann im Mai  1849 ohne Nennung des Verfassers in der Petersburger Zeitschrift Vaterländische Annalen erschienen. Das Werk blieb unvollendet, weil Dostojewski 1849 wegen Beteiligung an revolutionären Umtrieben gegen den Zaren verhaftet und nach Sibirien verbannt wurde. Auch nach seiner Freilassung hat Dostojewski sich nicht mehr damit befasst.

## Handlung
Die Erzählung Njetotschka Neswanowa beschreibt die Lebensjahre acht bis sechzehn der Titelheldin in Ich-Form. Ihr Stiefvater Jefimow ist ein trunksüchtiger, armer Geiger, der sich für hochtalentiert hält. Eines Abends gastiert der berühmte Geiger S..za in Petersburg. Jefimow will endlich einen Geiger sehen, der seinem eigenen Talent nahekommt. Er bittet Njetotschka, das Geld für die Eintrittskarte von ihrer Mutter zu stehlen. Unter schweren Gewissensbissen kommt sie der Bitte ihres Stiefvaters nach.
Am gleichen Abend stirbt die Mutter, als Jefimow vom Konzert zurückkommt. Als sie tot im Bett liegt, spielt er das erste Mal seit Jahren wieder auf seiner Geige. Er ist konfrontiert mit der Realität, dass er in Wahrheit kein Talent besitzt und flüchtet aus der Wohnung. Zwei Tage später stirbt er nach einem Anfall in einem Krankenhaus.
Njetotschka zieht bei einem Grafen ein, der gegenüber wohnt und sie aus Mitleid bei sich aufnimmt. Njetotschka freundet sich nach anfänglicher Scheu und Abneigung mit der Tochter des Grafen, Katja, an. Beide küssen sich unentwegt, erzählen sich ihre mädchenhaften Geheimnisse und Geschichten. Katja wird dabei ähnlich nervlich anfällig und sentimental wie Njetotschka. Die Gräfin sorgt sich um ihre Tochter und trennt die beiden. Schließlich siedelt die Grafenfamilie nach Moskau um, und Njetotschka muss in Petersburg zurückbleiben.
Die Tochter der Gräfin aus erster Ehe Alexandra Michailowna nimmt daraufhin Njetotschka bei sich auf. Zur ebenfalls nervlich anfälligen und häufig kranken Alexandra Michailowna entwickelt Njetotschka echte Zuneigung, während sie schließlich Verachtung für deren Ehemann entwickelt.
Eines Tages entdeckt Njetotschka in einem Buch von Alexandra Michailowna einen alten, verlorenen Brief von einem Liebhaber. Den Brief behält Njetotschka für sich, weil sie sich angesichts von Alexandra Michailownas schwacher Gesundheit nicht traut, die Empfängerin damit zu konfrontieren. Der Ehemann hat seiner Frau die Affäre hochmütig vergeben und quält sie jetzt mit ihrer Schwäche und seiner eigenen Hochherzigkeit.
Am Ende der unvollendeten Erzählung entreißt der Ehemann Njetotschka den Brief und hält diesen für einen an Njetotschka selbst adressierten Liebesbrief. Der Ehemann duldet nicht, dass sich unter seinem Dach eine Liebschaft abspielt und drängt darauf, dass Njetotschka das Haus verlässt. Alexandra Michailowna widerspricht energisch und erleidet einen schweren Anfall. Das unvollendete Buch hört auf, als Njetotschka dem Ehemann den Brief aushändigt und der erkennt, dass Njetotschka keine Liebschaft eingegangen war.

## Zusammenhang zu anderen Werken Dostojewskis
Das leidende junge Mädchen ist ein stetig wiederkehrendes Thema im Schaffen von Dostojewski. Die Figur der Njetotschka Neswanowa ist verglichen worden mit anderen sich emanzipierenden Frauen aus Dostojewskis Werk, etwa der Dunja Raskolnikowa aus „Schuld und Sühne“ und der Aglaja Epantschina aus „Der Idiot“.